# Курица нищего
Курица нищего или Курица бедняка (упрощенный китайский: 叫化鸡, традиционный китайский: 叫化雞|пиньинь: jiàohuā jī) — китайское блюдо из фаршированной курицы, завернутой в глину и листья лотоса (или банановые, бамбуковые листья) и медленно запеченной на слабом огне. Приготовление может занять до шести часов. Хотя блюдо традиционно готовили в глине, рецепт претерпел изменения; для удобства и безопасности его часто выпекают с использованием теста, рукавов для выпечки, керамических кастрюль или конвекционных печей.

## Происхождение

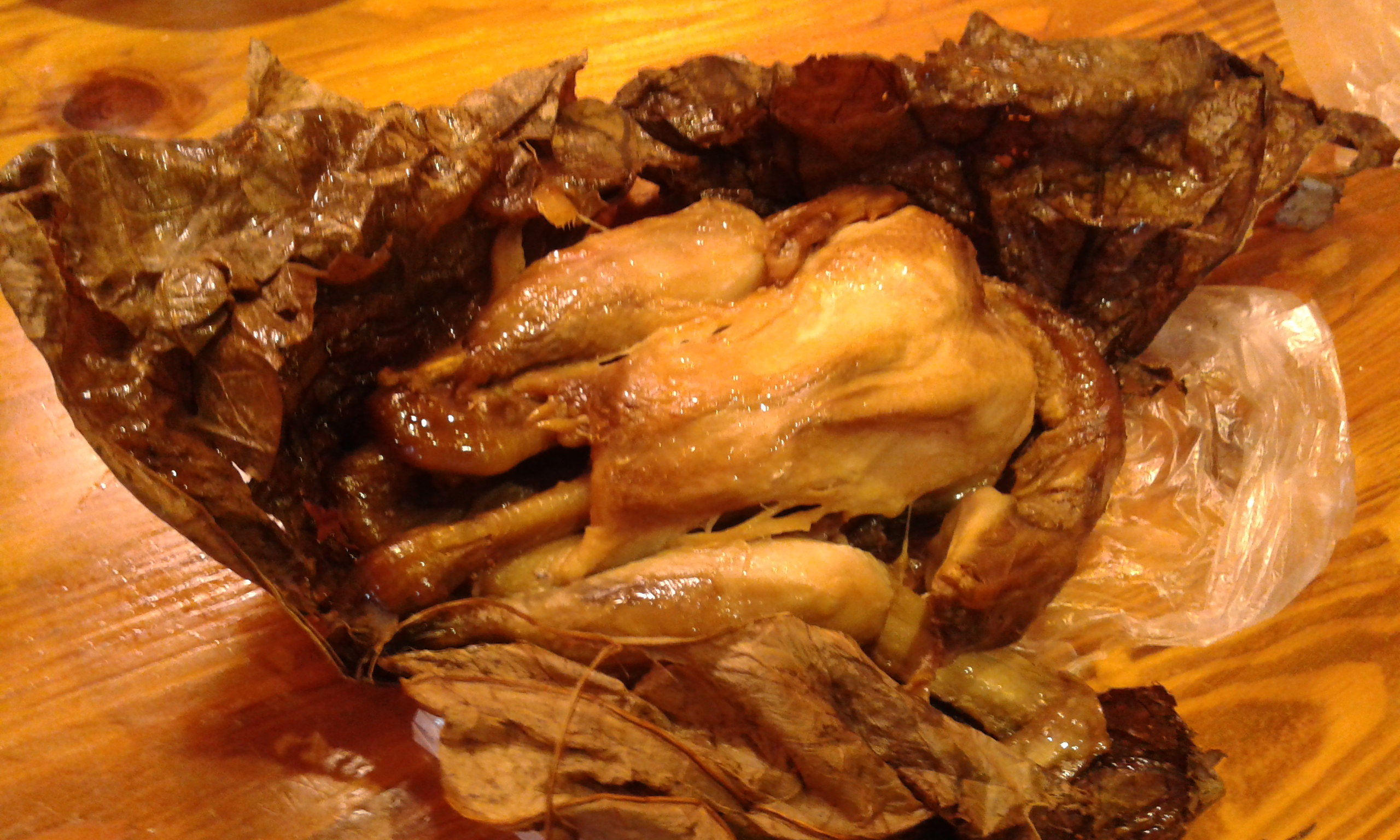
Курица нищего, приготовленная в листьях лотоса

Курица нищего очень популяреное в Китае блюдо, и многие регионы считают его традиционно своим. Большинство экспертов сходятся во мнении, что блюдо родом из Ханчжоу. Методу медленного приготовления пищи в глине уже тысячи лет.
Существуют различные легенды происхождение курицы нищего.
По одной из них нищий украл курицу с фермы, но у него не было горшка или посуды, он завернул птицу в листья лотоса и обложил её глиной или грязью, бросил в яму, где он разжег огонь, и закопал. Когда он выкопал курицу и расколол глину, то обнаружил, что мясо нежное и ароматное.
В других версиях нищий украл курицу у императора и использовал для приготовления глину и яму, чтобы избежать дыма, который мог привлечь имперскую гвардию.
Пересказывают также историю, как император остановился, чтобы пообедать с нищим, и ему так понравилось блюдо, что он добавил его в имперское меню, и нищий разбогател, продав блюдо местным жителям.
Согласно другой легенде, это блюдо было любимым в детстве ханьского императора Лю Бан, который родился крестьянином. Когда он стал императором, рецепт стал имперским деликатесом. Наконец, в другой легенде, в XVII веке, ближе к концу правления династии Мин в Чаншу, говорится, что политик и наставник правителя Чжэн Чэнгуна Цянь Цяньи встретил нищего, который приготовил импровизированное блюдо, и его повара улучшили рецепт.

## Приготовление

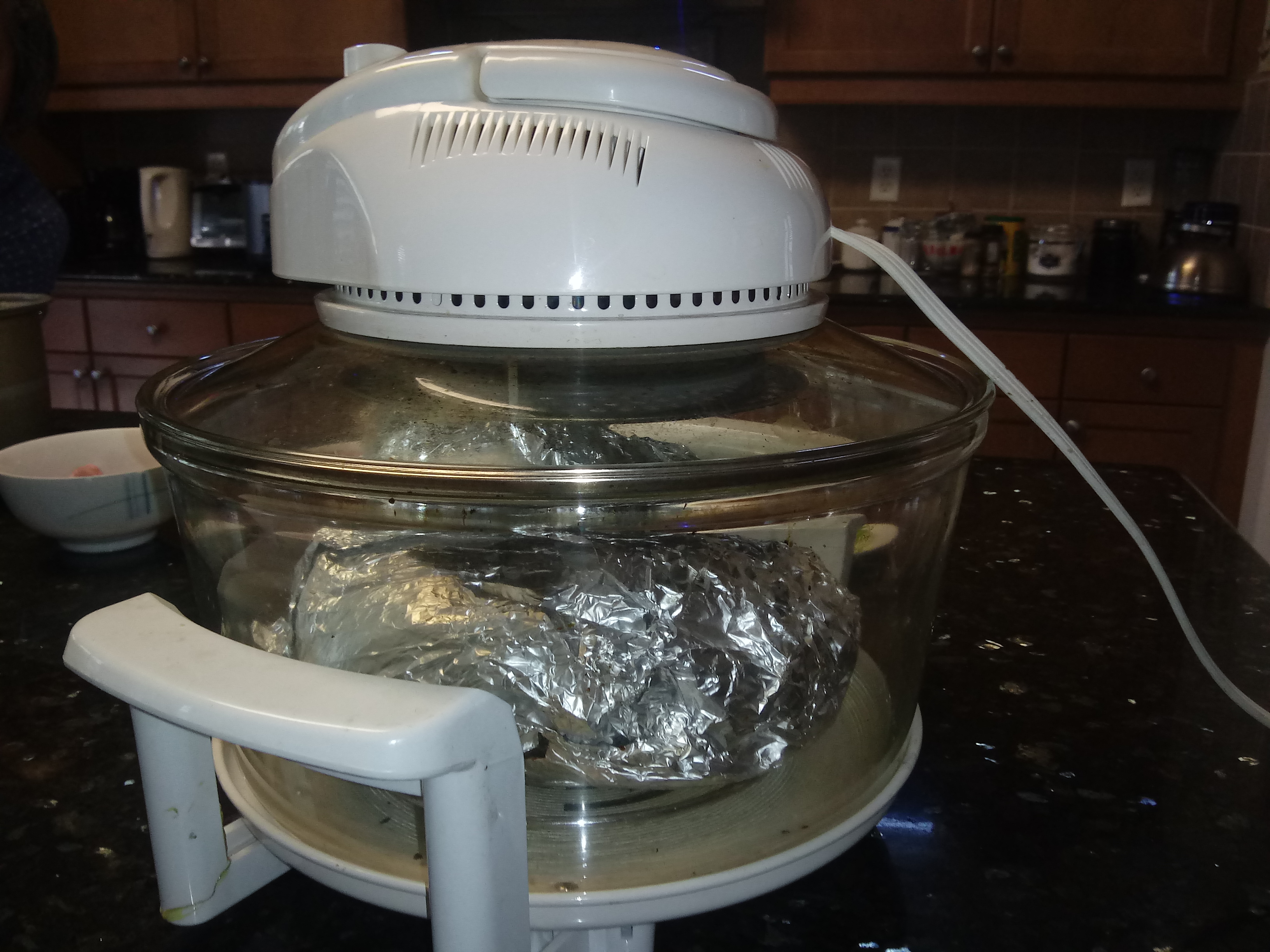
Завернутый в фольгу цыпленок нищего, приготовленный в конвекционной печи в китайско-американской семье в Калифорнии.

Курицу натирают смесью соевого соуса, чеснока, соевого уксуса, шаосинского рисового вина, душистого перца, бадьяна. Для начинки используют мясной фарш, колбасу или ветчину, грибы, зелёный лук, семена лотоса, имбирь, лимонную цедру, семена кунжута, ферментированные соевые бобы, чеснок, вино.
Сегодня тесто иногда заменяет глину для приготовления блюда, хотя некоторые рецепты по-прежнему требуют обмазывание нетоксичной глиной для удержания влаги.
Блюдо можно приготовить в печи, на уличных грилях и коптильнях, а также на костре. Повара должны быть осторожны при выпечке блюда в глине, потому что, если используется слишком много тепла, оболочка может треснуть. Готовить блюдо в тесте безопаснее. Керамические кастрюли также можно использовать для удержания влаги, но это дороже. В качестве альтернативы можно использовать рукав для запекания для приготовлении в домашней духовке.
Конвекционная печь избавляет от необходимости накрывать блюдо и позволяет ему готовиться равномерно, но курица все равно должна быть обернута листьями лотоса и листами алюминиевой фольги и будет готова быстрее, чем в электрической духовке. Этот упрощенный вариант блюда ещё называют «курица в фольге».